# Pseudoboa
Pseudoboa es un género de serpientes de la familia Colubridae y subfamilia Dipsadinae. Incluye seis especies que se distribuyen por buena parte de Sudamérica. 

## Especies
Se reconocen a las siguientes especies:
- Pseudoboa coronata Schneider, 1801
- Pseudoboa haasi (Boettger, 1905)
- Pseudoboa martinsi Zaher, Oliveira & Franco, 2008
- Pseudoboa neuwiedii (Duméril, Bibron & Duméril, 1854)
- Pseudoboa nigra (Duméril, Bibron & Duméril, 1854)
- Pseudoboa serrana Morato, Moura-Leite, Prudente & Bérnils, 1995